# Németh Gyula (karmester)
Németh Gyula (Budapest, 1930. július 17. – Budapest, 2015. február 27.) magyar karmester.

## Életpályája
Eleinte a Ganz–MÁVAG gyárban dolgozott. A gyár kórusában figyeltek fel rá. Egy szolfézs versenyen Kodály Zoltán is felfigyelt rá. A Bartók Béla Szövetség Munkás-karnagyképzőjében tanult. Az 1940-es évek végén (1947–1948 körül) munkáskarnagy képzőbe küldték. 1950–1957 között a leningrádi konzervatóriumban tanult. Tanárai Dalgat, Rabinovics és Hajkin voltak. 1957–1969 között a Leningrádi Filharmonikus Zenekarnál Jevgenyij Mravinszkij asszisztense volt. 1960–1972 között az Országos Filharmónia korrepetitora volt. 1965-ben részt vett a római Santa Cecília Akadémia mesterkurzusán, ahol Franco Ferrara volt a professzora. Az 1970-es években a Chile-i Szimfonikus Zenekar vezető karnagya volt. 1982–1986 között a Veszprémi Szimfonikus Zenekart dirigálta. 1987–1989 között a Magyar Állami Operaház karmestere volt.

### Munkássága
Dolgozott a Magyar Állami Hangversenyzenekar élén, vezényelt a Vigadóban, a Zeneakadémián és a Magyar Állami Operaházban is. Művészi és ismeretterjesztő munkásságával fontos szerepet vállalt Veszprém megye kulturális életében. Hangversenyezett és hanglemezfelvételei jelentek meg Európa és Dél-Amerika több országában. Magyarországon a Magyar Állami Hangversenyzenekarban Ferencsik Jánossal dolgozott együtt. Ezután Magyarországon az Országos Filharmónia szólistája lett. Vezényelt Londonban a Royal Albert Hallban, Nyugat-Berlinben a Berlini Filharmonikus Zenekarban, Törökországban, Olaszországban, Franciaországban, Jugoszláviában, a Szovjetunióban és Kubában.

## Magánélete
Leningrádban ismerkedett meg Anina Bitzerhadi (?–1996) asszir származású opera- és koncert énekesnővel, aki szintén ott tanult. Összeházasodtak és Magyarországra költöztek.

## Színházi munkái
- Csajkovszkij: Anyegin (1987-1989)

## Díjai
- Liszt Ferenc-díj (1970)[5]